# Harijs Vītoliņš
Harijs Vītoliņš (* 30. dubna 1968 Riga) je sovětský a lotyšský hokejista a hokejový trenér. V roce 2013 dostal titul Zasloužilý trenér Ruska. Od roku 2010 působil jako starší trenér v Dynamu Moskva, 28. března 2014 byl jmenován hlavním trenérem. Nahradil v této funkci Olega Znarokse, který se stal novým hlavním trenérem ruské hokejové reprezentace. Obdržel vysoká státní vyznamenání Ruské federace: Řád přátelství (2012) a Řád cti (2014).

## Životopis
Harijs Vītoliņš se narodil 30. dubna 1968 v Rize. Jeho dědeček Harijs Vītoliņš (1915–1984) byl jedním z průkopníků lotyšského a sovětského hokeje, hrál za národní tým Lotyšska na předválečných mistrovstvích světa a Evropy, po válce byl deset let (1946–1956) hrajícím trenérem v rižském Dynamu.

## Vyznamenání
- Řád Přátelství (2012)
- Řád Cti (2014)